# Nagaina tricincta
Nagaina tricincta är en spindelart som beskrevs av Simon 1902. Nagaina tricincta ingår i släktet Nagaina och familjen hoppspindlar. Inga underarter finns listade i Catalogue of Life.